# Смърт
За литературния герой вижте Смърт (Светът на диска).
Смъртта е пълно и необратимо прекратяване на жизнените процеси в живите организми и естествен край на всеки живот. Всеки многоклетъчен организъм рано или късно умира. При благоприятни условия на околната среда, едноклетъчните организми могат да се делят неопределено дълго време и на практика са безсмъртни.
Връзката между живота и смъртта и нейната същност са предмет на редица религиозни и философски анализи. Повечето религиозни системи се основават на вяра в някаква форма на задгробен живот или прераждане. Съвременната наука не е в състояние да обясни еднозначно произхода и същността на съзнанието при човека. Независимо от тази неопределеност, повечето съвременни учени са настроени атеистично и считат религиозните вярвания за спекулативни и антинаучни.
Науката, която изследва настъпването и особеностите на смъртта, се нарича танатология.

## Същност на смъртта
Всеки жив организъм се намира в повече или по-малко устойчиво термодинамично неравновесие с околната среда и вътрешно динамично равновесие, което се означава като хомеостаза. Тя се поддържа чрез метаболизма – непрекъсната обмяна на вещества и енергия между организма и околната среда. Основен признак на хомеостазата са градиентите между организма и средата:
- температурен градиент – при нормални условия тялото на животните винаги е по-топло от околната среда;
- воден градиент – сухоземните организми съдържат повече вода от околната среда, а водните – по-малко;
- и др.

Настъпването на смъртта се характеризира с нарушаване и пълно изчезване на хомеостазата, метаболизма и градиентите. Настъпва термодинамично равновесие между организма и околната среда. Труповете на мъртвите животни изстиват, като температурата им се изравнява с тази на средата. Мъртвите растения изсъхват и водното им съдържание се доближава до това на околната среда.

## Настъпване на смъртта
Висшите многоклетъчни организми са изключително сложни биологични системи, които се състоят от милиарди клетки и множество подсистеми – нервна, сърдечно-съдова, дихателна и други. Даже при рязко настъпване на тежки, несъвместими с живота увреждания, организмите не умират внезапно, а в продължение на няколко минути. В някои случаи настъпването на смъртта може да продължи с часове и дори дни.
| Терминални състояния | Предагонално състояние |
| Терминални състояния | Терминална пауза       |
| Терминални състояния | Агония                 |
| Терминални състояния | Клинична смърт         |
| Биологична смърт     |                        |

Настъпването на същинската, необратима биологична смърт на организма се предшества от четири терминални състояния:
- Предагонално състояние – настъпва значително понижение в активността на жизненоважните функции на организма. В нервната система преобладават процесите на задържане. Съзнанието отсъства или е значително замъглено. Човек слабо реагира на външни дразнители, даже на силни. Мускулният тонус и периферните рефлекси са отслабени. Дишането е повърхностно, с паузи, често неритмично. Пулсът е слаб, кръвното налягане е ниско, сърцето не изтласква достатъчно кръв. Предагоналното състояние може да продължи до 24 часа и повече, а при интензивна реанимация и изкуствено поддържане на жизнените функции – с месеци.
- Терминална пауза – тя е крайното проявление на предагонията. В нервната система са максимално изразени процесите на задържане. Липсва съзнание. Рефлексите са силно потиснати или напълно отсъстват. Мускулният тонус е минимален. Няма дихателни движения. Сърдечната дейност е силно потисната или отсъства, кръвното налягане е близко до нула. Терминалната пауза продължава няколко минути. След нея настъпва агония или направо клинична смърт;
- Агония – максимално се активират ресурсите на организма за поддържане на живота. На фона на силно изразеното общо задържане в кората на главния мозък, настъпва силно активиране на жизнените центрове на продълговатия мозък, които регулират дишането, сърдечната дейност и др. Съзнанието обикновено отсъства, но са възможни отделни проблясъци и реакция на външни дразнители. Мускулният тонус е повишен, възникват гърчове и спазми. Рефлексите в периферната нервна система са хиперактивни. Дишането е учестено и дълбоко, пулсът е ускорен, артериалното кръвно налягане е повишено. Често в състояние на агония настъпва повръщане, уриниране и дефекация. Агонията продължава няколко минути. В края на агонията изчезват нервно-рефлекторните признаци, дишането се забавя и изчезва съвсем, понижава се кръвното налягане и сърцето спира да бие. Обикновено първо спира дишането, а след него – сърдечната дейност, но понякога жизнените дейности спират в обратен ред.
- клинична смърт – състояние, близко до смъртта, при което отсъстват жизненоважни функции на централната нервна система, дишането и сърдечната дейност. Основната разлика на клиничната от биологичната смърт е, че клиничната смърт е обратима. В състоянието на клинична смърт все още не са настъпили необратими нарушения в организма. Клиничната смърт продължава няколко минути. При някои състояния, като общо преохлаждане на организма, клиничната смърт може да продължи по-дълго. При изкуствено поддържане на живота клиничната смърт може да продължи със седмици и месеци.

## Биологична смърт
Биологичната смърт е окончателно, необратимо прекратяване на жизнените процеси в организма (край на живота).

От правна и медицинска гледна точка биологичната смърт се счита за настъпила, когато:
- са изчезнали всички функции и реакции на централната нервна система – съзнание, спонтанни движения, реакции на звукови и болкови дразнения, роговичен рефлекс, зениците са максимално разширени (на латински: midriasis) и не реагират на светлина;
- липсва сърдечна дейност за не по-малко от тридесет минути;
- липсва биоелектрическа активност на сърцето или при електрокардиография се установяват само фибрилации с ниска амплитуда;
- не се установява пулс на сънните и бедрените артерии;
- устойчиво отсъстват самостоятелни дихателни движения;
- установява се атония на всички мускули.

Съвременното развитие на медицината, интензивното лечение и реанимацията позволяват изкуствено поддържане на живота чрез изкуствено дишане и други мероприятия в продължение на седмици, месеци и дори години след смъртта на мозъка. За установяване на смърт като трайно и необратимо прекратяване на всички функции на главния мозък, включително функциите на мозъчния ствол, се използват редица критерии. Електроенцефалографските критерии за мозъчна смърт се потвърждават чрез двукратно, най-малко през шест часа, електроенцефалографско (ЕЕГ) изследване, при което се установява липса на електрическа активност на мозъка в продължение на не по-малко от тридесет минути. При изследването се спазват следните изисквания на Международната федерация по електроенцефалография и клинична неврофизиология относно електроенцефалографския контрол при установяване на мозъчна смърт:
- Електроенцефалографският апарат, с който се извършва електроенцефалографското изследване, да има най-малко осем канала.
- При монополярните отвеждания електродите се разполагат задължително във фронталната, темпоралната, париеталната и окципиталната област на главата с индиферентен електрод в областта на вертекса, мастодоидната зона или ушната мида. При биполарните отвеждания междуелектродното разстояние трябва да бъде 10 см; импедансът на отвеждането да е под 10 килоома при използване на времеконстанта 0,3 сек. и при необходимост филтри на 48 – 52 херца.
- При изследването една част от електроенцефалографския запис се провежда при усилване 2 мкв/мм при задължително калибриране на всички канали.
- Разчитането на записа се извършва само от квалифициран електроенцефалографист.

## Тъканна и органна смърт
Нормалното отмиране на клетки и тъкани в живите организми се нарича апоптоза. Умирането на отделни тъкани и органи в организма, вследствие на болестни процеси, се нарича некроза.
Различните тъкани и органи в организма имат различна устойчивост на кислороден глад и преживяват различно дълго време след окончателната биологична смърт на организма. Първо умира нервната тъкан – кората на главния мозък, гръбначния мозък и периферните нерви. След това умират костният мозък и паренхимните органи с висок метаболизъм – черен дроб, панкреас, сърце. По-късно умира гладката и напречнонабраздената мускулна тъкан. Последни умират костите, съединителната тъкан и покривният епител (кожа, роговица, зъби, нокти).
Разликите в настъпването на тъканната и органната смърт имат значение за експлантацията на тъкани и органи от труповете, за трансплантация, както и в съдебната медицина за определяне на времето на настъпване на смъртта.

### Суправитални реакции
Поради разликите в настъпването на тъканната и органната смърт понякога се наблюдават жизнени реакции на труповете след смъртта. Тези жизнени реакции на труповете се наричат „суправитални реакции“. След удар с тъп предмет (перкусионен чук или пластмасова сантиметрова линия) настъпва:
- разгъване на пръстите и дланите след удар на около 5 см под лакътя;
- съкращения на мускулите след удар по предната или вътрешната повърхност на бедрата, или вътрешния край на лопатката.

Тези суправитални реакции се наблюдават до два-три часа след смъртта на човека.
След подаване през иглени електроди на постоянен прав електрически ток с напрежение 4,5 V на устните се наблюдават мускулни съкращения на лицето до шест-седем часа след смъртта, а на клепачите – до десет-дванадесет часа.
До двадесет и четири часа след смъртта може да се наблюдава разширяване или свиване на зеницата след инжектиране съответно на атропин или пилокарпин в предната очна камера.

## Класификация на смъртта
От социална и правна гледна точка смъртта може да бъде:
- ненасилствена:
  - преждевременна – в резултат на заболяване;
  - естествена – от старост;
- насилствена:
  - убийство;
  - самоубийство;
  - нещастен случай.

Независимо от многообразието от причини и обстоятелства, които могат да доведат до смърт, от медицинска гледна точка смъртта настъпва в резултат на:
- спиране на дишането (на латински: mors per asphyxiam) или
- спиране на сърдечната дейност (на латински: mors per syncopem).

Тези две състояния в медицината са известни като „преддверия на смъртта“ (на латински: atria mortis).
Съдебномедицинското изследване на тялото след смъртта се нарича аутопсия. Изравянето на тела и останки от земята с цел изследване се нарича ексхумация. Мястото за съхранение на трупове се нарича морга.

## Следсмъртни изменения
След смъртта в труповете настъпват редица биохимични и анатомични промени. Измененията, които настъпват през първото денонощие след смъртта, се означават като ранни, а тези, които настъпват след повече от един ден – като късни следсмъртни изменения.
| изменения            | начало                                                 | пълно развитие                   |
| -------------------- | ------------------------------------------------------ | -------------------------------- |
| Ранни                |                                                        |                                  |
| Трупна бледост       | няколко минути                                         | до половин час                   |
| Трупно изстиване     | лице и длани – след 1 – 2 ч.; туловище – след 2 – 4 ч. | 1 денонощие                      |
| Трупно изсъхване     | 2 – 4 ч.                                               | различни срокове                 |
| Трупно вкочаняване   | 1 – 3 ч.                                               | до 24 ч.; изчезва след 3 – 6 дни |
| Послесмъртни петна   | хипостаза – 2 – 3 ч.; стаза – 12 – 24 ч.               | имбибиция – над 24 ч.            |
| Разлагане (автолиза) | 2 – 6 ч.                                               | различни срокове                 |
| Късни                |                                                        |                                  |
| А. Разрушаващи       |                                                        |                                  |
| Гниене               | 1 ден                                                  | месец и повече                   |
| Б. Консервиращи      |                                                        |                                  |
| Мумифициране         | 1 месец                                                | три и повече месеца              |
| Осапуняване          | 2 – 3 седмици                                          | шест и повече месеца             |

Най-ранният признак на смъртта след прекратяване на дишането, сърдечната и мозъчната дейност е т. нар. „котешко око“ или „признак на Белоглазов“. Той може да се наблюдава десет-петнадесет минути след настъпването на биологичната смърт. Зениците се разширяват (на латински: midriasis) и не реагират на светлина, отсъства роговичният рефлекс. При натискане на очната ябълка с пръст формата на зениците се променя – те се свиват и придобиват форма на хоризонтален или вертикален овал като зениците на котка, които при силна външна светлина са вертикално овални. Формата на зениците на жив човек не се променя при натискане на очната ябълка. До един-два часа след настъпването на смъртта очната роговица изсъхва и помътнява.
Нормалната температура на човешкото тяло е 36,8 °C. При температура на околната среда 20 °C трупът на възрастен човек изстива с 1 °C за 1 час през първите 6 ч. след смъртта и с около 1 °C за 1,5 – 2 ч. след това, докато температурата на трупа се изравни с тази на средата. Приблизително времето на настъпване на смъртта през първото денонощие, може да се определи по формулата:
{\displaystyle C={\frac {2}{3}}\left(36,8-t\right)}
В тази формула:
- С е времето, изминало от настъпването на смъртта (в часове);
- t е температурата (в Целзиеви градуси), измерена в правото черво.

## Почитане на мъртвите
Практически всички култури и цивилизации по света отдават почит на мъртвите под някаква форма.

### Погребение
Ритуалното закопаване на мъртвите в земята или засипването им с пясък, камъни и пръст се нарича погребение. Първите известни погребения са на неандерталци от мустерския период на каменната епоха. През 1908 г. швейцарецът Ото Хойзер открива в долината на река Везер в Южна Франция гроб на юноша, погребан през каменната епоха. Скелетът е разположен на дясната си страна, дясната ръка е под главата, а краката са сгънати. Около скелета са разположени кремъчни изделия и няколко обгорени животински кости, които очевидно са „дадени“ на мъртвия „за пътуването му към вечността“. Ловците на мамути от периода на оринякската култура са погребвани в кожените си дрехи с костени украшения, кремъчни оръжия и оръдия на труда. Мъртвите са били посипвани с охра и покривани с лопатка от мамут, понякога укрепена с бивни.
Мястото, на което е извършено погребението, се нарича гроб. Над него обикновено се поставя надгробен паметник. Териториите, определени и обособени за погребения, се наричат гробища. Писменото съобщение за предстоящо погребение или отбелязване на годишнина от смъртта на човек се нарича некролог.
Мъртвите често се погребват в ковчег.

### Кремация
Изгарянето на телата на мъртвите се нарича кремация. Съдът за съхранение на праха (пепелта) от изгореното тяло се нарича урна. Първите известни кремации са от средата на II хилядолетие пр.н.е. Мистичният смисъл на кремацията е свързан с пребиваването на душите на мъртвите в „средното небе“, откъдето те евентуално биха могли да помагат на живите си потомци в земните им дела. Кремацията е широко разпространена през Античността, по времето на ранната Римска империя, сред древните викинги и славяни. С разпространението на християнството кремацията се заменя с погребение. Към 400 г. н.е. кремацията практически изчезва в Римската империя, а през 765 г. е официално забранена от християнската църква.

### Балсамиране и мумифициране
Монументалните сгради и надгробни паметници с тленни останки на известни личности се наричат мавзолеи по името на карийския цар Мавзол и неговия мавзолей в Халикарнас. Специално обработените тела, с цел да се запазят и да бъдат обект на почитание, се наричат мумии. Най-известните мумии са на фараоните на Древен Египет. В Новото време са балсамирани и положени в мавзолеи телата на Владимир Илич Ленин, Георги Димитров, Хо Ши Мин, Ким Ир Сен, Ким Чен Ир и др.

## Религиозни вярвания и обреди при смърт

### Християнство
Според християнската догматика Бог е създал човека за вечен живот и докато са били в рая, Адам и Ева са били безсмъртни. След грехопадението Адам и Ева стават смъртни и предават тленността на потомството си. Душата на човека обаче е безсмъртна. След смъртта на тялото душата преминава през митарства, където се разследват нейните грехове и се решава нейната участ до деня на Страшния съд. Християните вярват, че в деня на Второто пришествие на Христос телата на всички мъртви ще възкръснат. След това някои ще бъдат осъдени на вечни мъки в ада, а други ще получат вечен живот в рая.
Подобно на всички други свещенодействия, през първите векове след Христа погребалните обреди също са извършвани по време на евхаристийни събрания. Според 50-о правило на Картагенския събор (419 г.), ако свещеникът е обядвал, не се извършва заупокойна литургия, тя се замества с „обикновени молитви“. 26-о правило на Картагенския събор (391 г.) и 83-то правило на Шестия вселенски събор (680 г.) забраняват даването на свето причастие на телата на починали.
Останките и нетленните частици от телата на хората, обявени от християнската църква за светци, се наричат мощи. Църквата благоговейно почита тези останки, като изпълнени с благодат светини. Според християнското богословие в мощите на светците присъства Божията благодат, която им дава дара на чудотворството.

#### Православие
Починалите християни се погребват в ковчег с лицето нагоре и с ръце скръстени върху гърдите. Тялото на починалия се покрива с погребален саван (плащеница). Ковчегът се полага в гроба така, че главата на покойника да бъде на запад или на юг. Надгробният паметник се поставя пред главата на починалия и трябва да има кръст.
В православието съществуват три обреда за изпращане и отдаване на почит към мъртвите – опело, панихида и трисагий. Те се извършват за починали, които са кръстени (изключение се прави за мъртвородените и некръстените деца), не са преминали към друга религия, не са отлъчени от църквата и не са извършили самоубийство.
- Опелото е молитвено последование, с което се изпраща починалият след своята смърт и по време на погребението. В православието съществуват три вида опело – на миряни (християни без духовен сан), свещеници и монаси. Опелото на миряни се извършва в три части – в дома на починалия, в православния храм и при спускането на тялото в гроба.
- Панихидата в съвременния смисъл на източноправославните църкви е възпоменателна молитва, извършвана на третия, деветия, четиридесетия ден и в годишнините от смъртта на християнин.
- Трисагият е кратко заупокойно последование, включващо някои части на опелото. Извършва се в деня на погребението и когато се отдава почит на починалите. За разлика от панихидата, трисагият не се извършва в строго определени дни и годишнини. Съдържанието му не е строго определено и може да се различава в отделните църкви.

### Ислям
Според ислямската суна тежко болните и умиращите мюсюлмани трябва да се обърнат към Кааба, да им се чете от Корана, да им се даде вода, да им се напомни да кажат „Ла илаха илла Аллах“ („няма друг [достоен за поклонение] Бог освен Аллах“) и в стаята им да няма статуи или изображения на одушевени същества. След смъртта мюсюлманинът трябва да се постави на равно място (да му се махне възглавницата), да му се изпънат ръцете и краката, тялото да се измие, да се увие в бял погребален саван (кефин), да се прочете погребална молитва (дженазе намаз) и тялото да се погребе.
Комисията по „Фетва“ на Главното мюфтийство в България изрично постановява, че „съвестните мюсюлмани не погребват в ковчег“. Увитото в погребален саван (кефин) тяло се полага в гроба без ковчег, дрехи, възглавница, завивки и каквито и да било други вещи.

### Юдаизъм
Според юдейската традиция (галаха) тялото на починалите евреи се погребва възможно най-скоро, не повече от един ден след смъртта. Отсрочка е допустима само в изключителни случаи, например ако близки родственици трябва да пътуват отдалеч, за да присъстват на погребението. Според еврейската традиция някой задължително трябва да присъства до мъртвото тяло, независимо къде се намира то, даже в моргата. Според юдаизма аутопсията, балсамирането и кремацията са недопустими, оскърбителни процедури. Кръвта и вътрешните органи са неотделими от тялото.
След смъртта тялото се измива и се увива в бял погребален саван. Починалите мъже обикновено се погребват с молитвеното покривало (талит), с което са се молили приживе. Починалите евреи задължително се погребват в земята, в прост ковчег от неполирани дъски, без украшения, обшивка, възглавници, цветя и други предмети. В ковчега се полага само тялото, увито в погребален саван. Представянето на покойника в открит ковчег, без капак, в юдаизма се смята за оскърбително.
На погребалната процесия с тялото към гробищата се четат псалми. Над гроба също се четат псалми и се казва кратка молитва. Страничните разговори на погребението се смятат за проява на крайно неуважение. След връщане от гробищата скърбящите близки подават на присъстващите храна, сред която задължително има сурови яйца. Яйцето, което няма естествен отвор, символизира мъката, която скърбящият не може да изрече с думи. Не се извършват погребения в събота и на големите еврейски празници (Пасха и др.).

### Будизъм
Будизмът се основава на вяра в многократни прераждания в различни тела и същества. Тези прераждания зависят от кармата на личността. Според будизма физическите елементи, от които са изградени телата на хората, се „разтварят“(разлагат) след смъртта.
След смъртта умът на обикновените хора е много неосъзнат, когато остане без тяло, и те изпадат в голямо объркване. След смъртта човек преминава през страдания, чиято степен зависи от неговата карма. Определено време след смъртта се появява друго видение на ума и съзнанието се превъплъщава в друга форма на живот, отново в съответствие с кармата.
Опитните лами с приближаването на смъртта се стараят да останат колкото е възможно по-осъзнати, за да съхранят тази яснота и по-късно. Така те могат да останат достатъчно осъзнати в промеждутъка между смъртта и следващото прераждане, за да следват инструкциите на бардо, които са изучили приживе.
Многократно прераждащи се в хора лами, според религиозната и историческата традиция на тибетския будизъм, са Далай Лама и Панчен Лама.

### Шинтоизъм
Според шинтоизма, японците и островите, обитавани от тях, са родени от боговете (ками). Ками са прародители на хората и всички хора стават ками след смъртта си. Отношенията между ками и хората в шинтоизма са принципно различни от отношението между Бога и човека в християнството. Идеята за пряка съпричастност със сакралното има изключително важно значение за духовното самосъзнание на японците и за японския етнос.

### Езически вярвания

#### Древногръцка митология
Според древногръцката митология в подземното царство на мъртвите царува бог Хадес със съпругата си Персефона. Той е брат на Посейдон (владетеля на океаните, моретата и водите) и на Зевс (владетеля на небето). До престола на Хадес стои богът на смъртта Танатос с меч в ръката, черно наметало и големи черни криле. Душите на мъртвите пият от водите на река Лета, след което забравят за земния живот. А между земята на живите и на мъртвите тече реката на омразата Стикс. Лодкарят Харон превозва душите на мъртвите през нея, ако имат обол (дребна монета), за да му платят. Триглавото куче Цербер охранява царството на мъртвите, като пуска душите да влязат вътре, но не позволява на никого да излезе навън.

#### Римска митология
Според римската митология в подземното царство царува бог Плутон със съпругата си Прозерпина. Плутон е брат на Юпитер – върховния бог в римската митология. Историческият първообраз на Плутон от етруската митология е Оркус.

#### Скандинавска митология
Според скандинавската митология валкириите отвеждат душите на храбрите воини, загинали достойно в битка с врага, в замъка Валхала, който се намира в Асгард. Там храбрите воини пируват с бог Один, а валкириите им прислужват. Воините се хранят с месото на огромния глиган Серимнир, когото убиват и изпичат всеки ден, а на следващия ден той винаги оживява, за да бъде изяден отново.

## Смъртта в изкуството

### Смъртта в литературата
Още през античността хората разбират, че любовта е по-силна от смъртта. Овидий описва в своята поема „Метаморфози“ как Орфей слиза в подземното царство на Хадес, за да върне оттам съпругата си Евридика.

## Страх от смъртта
Първото документално свидетелство за страха от смъртта в литературата е от III хилядолетие пр.н.е. В шумеро-вавилонския „Епос за Гилгамеш“ главният герой оплаква смъртта на своя приятел Енкиду: „Аз проливах сълзи до неговия труп, надявайки се, че Енкиду ще стане. Но на седмия ден от носа му излязоха червеи и аз разбрах, че той вече няма да се върне, и го погребах. Оттогава аз не зная покой. Тялото на моя приятел се превърна в прах и се смеси със земята. Аз знам, че и на мен ми е отредена такава участ. И моето тяло така ще се превърне в прах и глина. Аз се страхувам от смъртта...“
Английският философ Френсис Бейкън (1561 – 1626) пише, че: „хората се страхуват от смъртта така, както малките деца се страхуват от тъмнината. И както този вроден страх при децата се усилва от приказките, същото се наблюдава и при страха от смъртта.“

## Memento mori
„Memento mori“ е известен латински израз, който в буквален превод означава „помни, че си смъртен“, а в преносен смисъл е квинтесенция на идеята, че всички хора са равни пред смъртта.